# الس هستالتس د پیرلا
الس هستالتس د پیرلا (به اسپانیایی: Els Hostalets de Pierola) یک شهرستان در اسپانیا است که در استان بارسلون واقع شده‌است.

## خصوصیات
الس هستالتس د پیرلا ۳۳٫۴۹ کیلومترمربع مساحت و ۲٬۴۲۶ نفر جمعیت دارد و ۴۷۴ متر بالاتر از سطح دریا واقع شده‌است.